# Buidelkikkers
Buidelkikkers (Gastrotheca) zijn een geslacht van kikkers uit de familie Hemiphractidae.
Buidelkikkers zien eruit als gewone kikkers, maar hun vorm van broedzorg is zeer opmerkelijk en niet te vergelijken met die van de meeste andere kikkers. Als het vrouwtje haar eitjes afzet, worden deze door het mannetje met de achterpoten in een huidflap op haar rug gebracht, waarna hij ze bevrucht. De eieren en de hieruit komende larven worden vervolgens een tijdje door het vrouwtje meegedragen in de broedzak op de rug. Bij sommige soorten blijft het nageslacht net zo lang in de broedzak tot de larven volledig zijn ontwikkeld tot kleine kikkertjes. Bij andere soorten komen de larven tevoorschijn, die zich in het water verder ontwikkelen en metamorfoseren.
Alle soorten leven in tropische regenwouden in Midden- tot noordelijk Zuid-Amerika, van Costa Rica en Panama tot delen van Brazilië en Argentinië. Buidelkikkers zijn meestal bodembewoners, die leven in de strooisellaag van bossen. Sommige soorten worden met uitsterven bedreigd, omdat ze een klein en kwetsbaar verspreidingsgebied hebben. Andere soorten komen daarentegen in een groot gebied voor en zijn juist erg algemeen.

## Naamgeving
De Nederlandstalige naam buidelkikkers slaat op de huidzak op de rug van de vrouwtjes, waarin de eieren worden meegedragen. Ook in andere talen wordt een dergelijke naam gebruikt, zoals het Engelse 'marsupial frog'.
Sommige soorten hebben eveneens een wetenschappelijke soortnaam die naar de broedzak verwijst, zoals die van de buidelkikker (Gastrotheca marsupiata), dat letterlijk 'broedbuidel' betekent. De wetenschappelijke soortnaam van de reuzenbuidelkikker (Gastrotheca ovifera) betekent letterlijk vertaald eier-dragend.

## Verspreidingsgebied en habitat

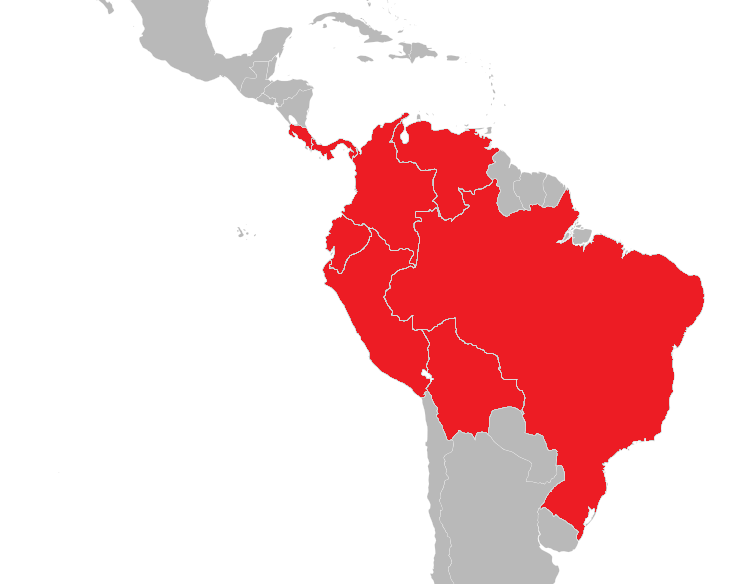
Verspreidingsgebied van alle buidelkikkers in het rood.

Buidelkikkers komen voor in delen van Midden- en Zuid-Amerika. Ze leven precies rond de aanhechting van de twee continenten; in Midden-Amerika komen ze alleen voor in het zuiden en in Zuid-Amerika alleen in de noordelijke delen. De verschillende soorten komen voor in de landen Argentinië, Bolivia, Brazilië, Colombia, Costa Rica, Ecuador, Panama, Peru en Venezuela. Op de verspreidingskaart recht is het areaal weergegeven in het rood. Merk op dat niet het exacte verspreidingsgebied is weergegeven maar de landen waar de verschillende soorten voorkomen.
Buidelkikkers verschillen soms sterk wat betreft de grootte van het verspreidingsgebied en ook de hoogteverspreiding varieert per soort. De soort Gastrotheca fissipes bijvoorbeeld is alleen aangetroffen in laaglanden langs de oostkust van Brazilië tot een hoogte van 700 meter boven zeeniveau. De soort Gastrotheca dysprosita is slechts bekend van een enkele locatie op een noordhelling van de Cerro Barro Negro op een hoogte van 3370 tot 3440 meter boven zeeniveau. Gastrotheca ossilaginis is alleen bekend van twee locaties langs het meer Lago de Los Condores in noordelijk Peru op een hoogte tussen 3000 en 3100 meter boven zeeniveau. Van de soort Gastrotheca lauzuricae is slechts een enkel exemplaar bekend. Dit zogenaamde holotype werd op een locatie in het departement Cochabamba (departement) in Bolivia aangetroffen op een hoogte van 2800 meter boven zeeniveau. Ook Gastrotheca pachachacae is slechts bekend van een enkele locatie, in een nevelbos nabij Chinchay in Peru op een hoogte van 3050 boven zeeniveau. Soorten met een dergelijk klein verspreidingsgebied zijn aanzienlijk kwetsbaarder dan soorten die in een groot areaal voorkomen.

### Habitat

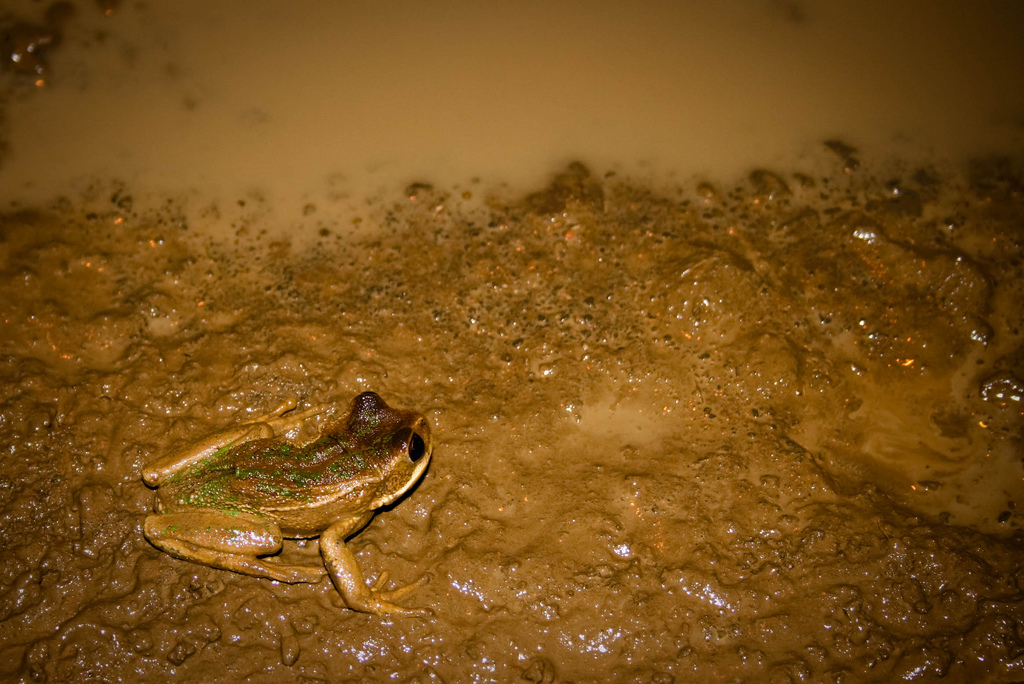
Veel buidelkikkers leven langs rivieroevers, afgebeeld is Gastrotheca litonedis.

Alle soorten zijn bodembewoners die leven in tropische bossen. Buidelkikkers hebben een voorkeur voor op de bodem groeiende bromelia's en andere planten die een kelkvormige bladgroei hebben. Veel soorten komen voor in en rond de Andes, een bergketen met een gemiddelde hoogte van 4000 meter boven zeeniveau. Buidelkikkers leven bijna altijd in bergwouden hoewel er ook soorten zijn die in lagergelegen gebieden kunnen worden aangetroffen. De habitat bestaat uit nevelbossen, waar het vaak mistig is en de luchtvochtigheid altijd zeer hoog is.
De buidelkikker Gastrotheca trachyceps komt meestal voor in bosranden, en met name in de buurt van bosbeekjes. Deze soort wordt ook gevonden in páramo; een neotropisch alpine ecosysteem in het hoge deel van de Andes.
De biotoop is vaak dicht begroeid met planten, zowel op de bodem als hogere lagen. De leefomgeving van de buidelkikkers is permanent vochtig en relatief warm. De vele planten in de natuurlijke habitat worden door de kikkers gebruikt om zich in te verschuilen en om op prooien te jagen die in of onder de vegetatie leven.

## Uiterlijke kenmerken

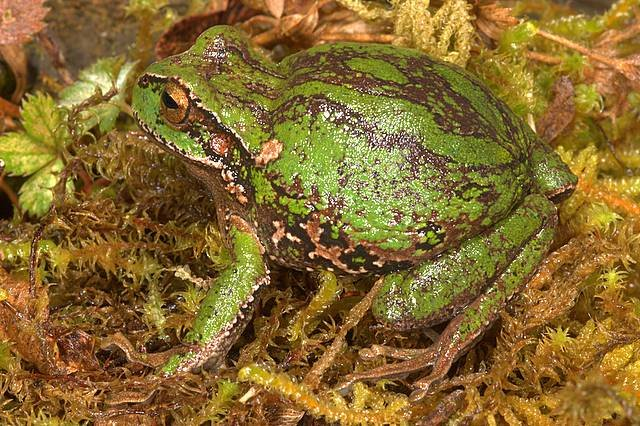
Gastrotheca excubitor komt endemisch voor in Peru.

Sommige buidelkikkers blijven vrij klein en andere worden juist vrij groot, afhankelijk van de soort. Een wat grotere soort is de gehoornde buidelkikker (Gastrotheca cornuta); de mannetjes kunnen iets langer dan acht centimeter worden. De verschillende soorten hebben een groene tot grijze of bruine lichaamskleur en hebben een typisch kikker-achtig uiterlijk. Veel soorten bezitten kleine of wat grotere langwerpige huidklieren op de rugzijde, deze kunnen zowel in de lengte als de breedte gepositioneerd zijn. Er zijn ook soorten met een vrij gladde huid, zoals Gastrotheca angustifrons. Veel soorten bezitten een duidelijk zichtbare dorsolaterale lijst, dit is een langwerpige huidklier die loopt van achter het oog tot de lies.
De ogen zijn relatief groot, de pupil is horizontaal en spleetvormig als er weinig licht is. Overdag kan de puil sterk worden vergroot en doet dan bijna rond aan. Ook de trommelvliezen of tympana zijn relatief groot en zijn vaak duidelijk te herkennen aan de afwijkende kleur.
De schedel van buidelkikkers is sterk verbeend, de huid is bij enkele soorten met de beenderen van de kop vergroeid. Dit is het geval bij de soorten Gastrotheca trachyceps en Gastrotheca nicefori. Veel soorten hebben verhoornde uitsteeksels op de kop die dienen ter versteviging of voor de camouflage. Dergelijke benige vergroeiingen worden wel exostosen genoemd. Buidelkikkers hebben tanden in de bek, zowel aan de voorzijde van de bovenkaak (premaxilla), aan het bovenkaakbeen of maxilla en het voorste deel van het ploegschaarbeen of prevomer.
Veel groepen kikkers zijn te herkennen aan de grootte van de zwemvliezen aan de vingers van de voorpoten en de tenen aan de achterpoten. Bij de buidelkikkers zijn de zwemvliezen tussen de vingers klein of ontbreken geheel. Die aan de tenen zijn vaak middelmatig ontwikkeld en reiken niet tot aan de teenpunten zoals van andere kikkers bekend is. Mannetjes hebben net als bij andere groepen van kikkers kleine bobbels op de duimen tijdens de voortplantingstijd. Deze worden wel paarkussentjes genoemd en dienen om een vrouwtje tijdens de paargreep of amplexus beter vast te kunnen houden. De paarkussentjes zijn bij mannetjes van de buidelkikkers donker van kleur. Mannetjes verschillen daarnaast ook van vrouwtjes omdat ze een keelzak hebben. Deze keelzak is aan de onderzijde van de kop gelegen en bestaat altijd uit een enkele structuur die soms aan de binnenzijde van de keel aanwezig is maar ook aan de buitenzijde gepositioneerd kan zijn.
Buidelkikkers zijn te verwarren met andere soorten kikkers, een voorbeeld zijn de vertegenwoordigers uit het geslacht Hemiphractus. Soorten uit deze laatste groep hebben echter zeer kleine zwemvliezen tussen de tenen, in tegenstelling tot de buidelkikkers. Sommige buidelkikkers zijn gemakkelijk van andere soorten te onderscheiden in een bepaald leefgebied. De gehoornde buidelkikker bijvoorbeeld heeft duidelijke driehoekige uitsteeksels boven de ogen en is in combinatie met de dwarsrichels op de rug niet met andere kikkers te verwarren.

## Voortplanting en ontwikkeling

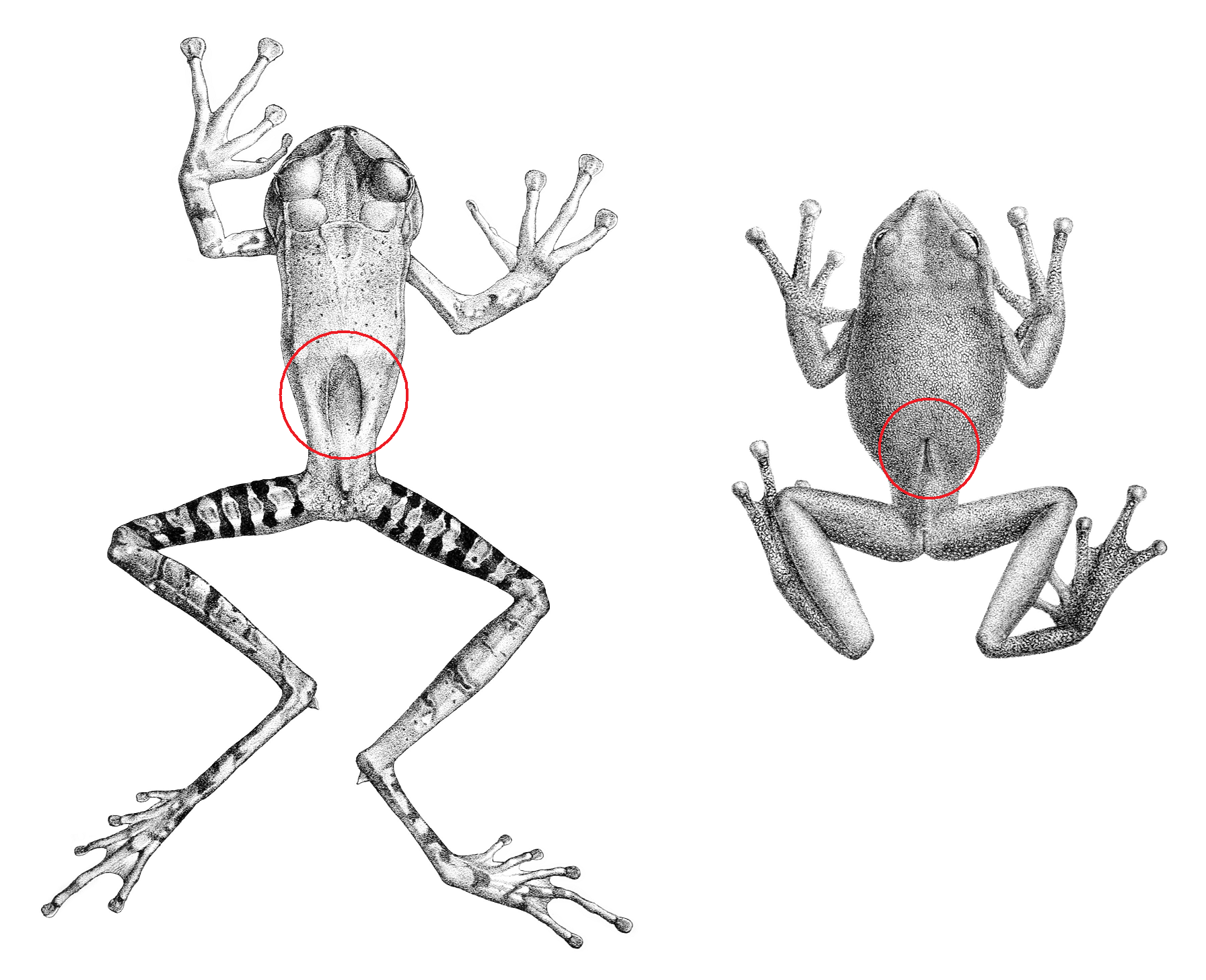
Bovenzijde van vrouwelijke exemplaren van de soorten tandboomkikker (Gastrotheca guentheri) (links) en Gastrotheca plumbea (rechts). De openingen van de broedbuidels zijn rood omcirkeld.

De mannetjes lokken de vrouwtjes door gebruik te maken van hun kwaakblaas. De lokroep van de mannetjes varieert per soort. De meeste soorten maken luide en hoge, pulserende geluiden die ver dragen. Buidelkikkers paren op de bosbodem en niet in het water zoals veel andere kikkers. Het vrouwtje zet de eieren af waarna het mannetje de eieren met zijn achterpoten in een opening van de huid van de rugzijde van het vrouwtje te manoeuvreert.

### Paring
Tijdens de paring positioneert het mannetje van de reuzenbuidelkikker Gastrotheca ovifera zich aan de achterzijde van het vrouwtje en houdt haar met zijn voorpoten vast aan weerszijden van de voorzijde van haar lichaam. Tijdens de bevruchting richt het vrouwtje haar achterpoten op, zodat haar lichaam naar beneden is gericht, vanaf de achterzijde bezien. Bij de buidelkikker (Gastrotheca marsupiata) draait het vrouwtje haar poten zodat de opening van de cloaca zich aan de bovenzijde bevindt. De rug van het vrouwtje wordt eerst bevochtigd door erop te urineren, dit kan zowel door het mannetje als het vrouwtje worden uitgevoerd. Het vrouwtje zet vervolgens de eitjes af in groepjes van een of twee die direct door het mannetje worden bevrucht. De omlaag gerichte lichaamshouding van het vrouwtje -die bij de reuzenbuidelkikker een hellingshoek heeft van ongeveer dertig graden- dient als het ware als glijbaan om de eieren makkelijk in de broedbuidel te transporteren na de bevruchting. Het mannetje van Gastrotheca marsupiata laat voorafgaand aan de afzet van de eieren een vloeistof in de broedbuidel lopen. Deze bevat waarschijnlijk de zaadcellen aangezien het mannetje tijdens de afzet van de eieren geen vloeistoffen meer produceert. Nadat de eieren zijn afgezet door het vrouwtje en in de broedzak zijn gestopt door het mannetje worden de eieren door hem bevrucht waarna de huidopening zich sluit en de eieren onder de huid komen te liggen.

### Eieren
Het aantal eieren dat door een vrouwtje wordt meegedragen verschilt sterk per soort. Sommige buidelkikkers produceren een groot aantal eitjes, een voorbeeld is de eerdergenoemde buidelkikker. De vrouwtjes kunnen meer dan 200 eitjes opslaan in de broedbuidel, die verdeeld worden in twee lagen. Van de soort Gastrotheca riobambae is bekend dat er meer dan 100 eieren in de broedzak kunnen worden aangetroffen. De reuzenbuidelkikker zet nog minder eieren af; ongeveer twintig per keer.
De vrouwtjes van Gastrotheca cornuta produceren een relatief klein aantal eitjes; uit waarnemingen blijkt dat ze zeven tot negen eieren dragen. Daar staat tegenover dat de eieren zeer groot worden, van 9,8 tot 12 millimeter. Hiermee heeft de kikker de grootst bekende eieren uit de amfibieënwereld.
De grootte van de eieren hangt duidelijk samen met het aantal dat wordt afgezet. De grootte van een ei wordt feitelijk bepaald door de grootte van de dooier van het ei; dus het voedselaanbod van de embryo's en later de larven. Als een dooier klein blijft, heeft de larve niet voldoende voedsel om zich volledig tot een klein kikkertje te ontwikkelen in de broedzak en moet het een tijdje in het water leven waar de metamorfose plaatsvindt. Ondanks het grotere aantal nakomelingen van dergelijke soorten staan de larven bloot aan de vele vijanden die in het water leven.

### Broedzorg

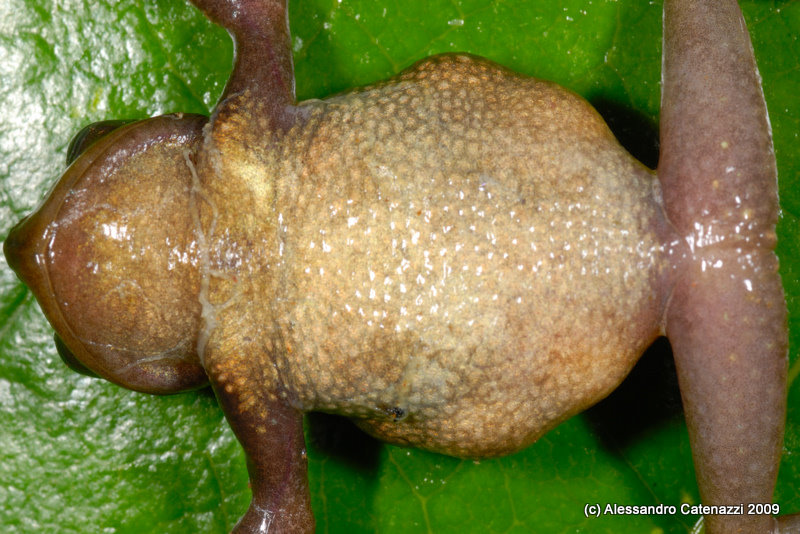
Buikzijde van een vrouwtje met zichtbare verdikkingen aan de rugzijde.

Bij de meeste soorten ontwikkelen de embryo's zich in de broedbuidel in één keer tot kleine kikkertjes die beschikken over vier poten, een kikkerachtig lichaam en een grotendeels gedegenereerde staart. Bij deze soorten is er wel degelijk een larvaal stadium, het is alleen niet zichtbaar. Er zijn echter uitzonderingen, zoals de buidelkikker, waarbij larven verschijnen die een vrij zwemmend stadium kennen. Ze moeten dus afgezet worden in zoet oppervlaktewater om te overleven. Dit komt wel meer voor bij soorten die in hooggelegen berggebieden als de Andes leven.
De larven van zowel de soorten die volledig ontwikkelde kikkertjes produceren als de soorten die larven afgeven aan het water ontwikkelen kenmerken die typisch zijn voor kikkerlarven. Zo krijgen de larven van alle soorten, ook die zich volledig in de broedbuidel ontwikkelen, een snavelachtige en uit keratine gevormde bek. Deze wordt door de larven nooit gebruikt daar zij in de buidel metamorfoseren en de 'snavel' wordt na enige tijd weer afgeworpen.
De larven worden in de broedbuidel voorzien van voedingsstoffen. De embryo's van buidelkikkers ontwikkelen net als andere kikkerlarven gepaarde kieuwen. De kieuwen van embryonale buidelkikkers hebben meerdere kieuwbogen en twee hiervan hebben ieder twee ader-achtige structuren die buiten het lichaam samenkomen tot een enkele streng. Deze strengen dienen om het embryo van voedsel en zuurstof te voorzien en om afvalstoffen af te voeren. Daarnaast ontwikkelt zich in de broedzak een netwerk van aderen die de embryo's van voedingsstoffen voorzien en afvalstoffen afvoeren zoals CO2. Ieder buidelkikkerembryo heeft ten slotte een apart soort kamertje binnen de broedzak.
Dergelijke van aderen voorziene embryo's komen ook voor bij alle andere groepen amfibieën. Bij de wormsalamanders is dit het geval bij vertegenwoordigers van het geslacht Typhlonectes. Daarnaast zijn ook sommige salamanders zoals die uit het geslacht Salamandra eierlevendbarend.
Dergelijke aanpassingen doen sterk denken aan een placentale ontwikkeling van hogere dieren als de zoogdieren. Desondanks worden de kikkers niet als levendbarend gezien omdat de eicellen buiten het lichaam worden bevrucht en korte tijd later weer worden ingebracht.

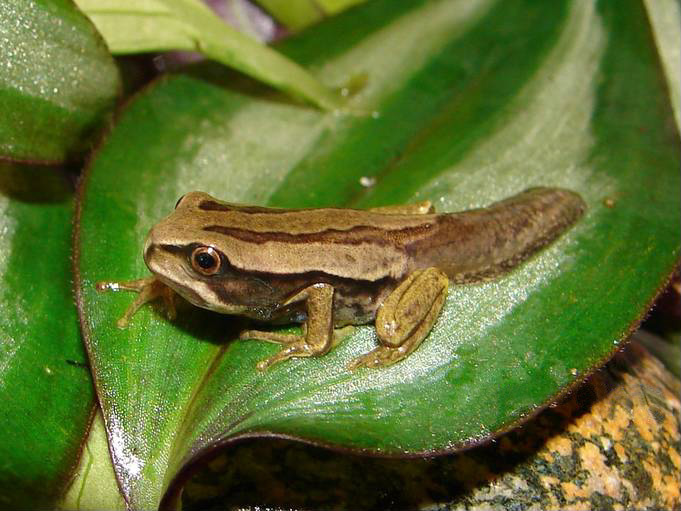
Bijna volgroeid juveniel van Gastrotheca dunni.

De duur van de ontwikkeling van de embryo's is afhankelijk van de soort, bij Gastrotheca riobambae duurt dit ongeveer vijf tot zes weken. Als de omstandigheden echter slecht zijn voor de jonge kikkertjes, bijvoorbeeld bij droogte, kan het vrouwtje ze nog enige tijd meedragen tot de situatie beter wordt. Van de buidelkikker weet men dat de eieren meestal worden afgezet tijdens stevige regenbuien of bij onweer.
Als de larven dan wel kleine kikkers zich voldoende hebben ontwikkeld komen ze niet spontaan naar buiten, eerst wordt door de moeder de broedbuidel geopend. Hierbij wordt de langste teen van de achterpoot aan de achterzijde van de spleetvormige opening van de buidel gestoken. Dit is altijd de vierde teen, soms wordt die van een enkele achterpoot gebruikt en soms worden beide tenen ingezet. De teen wordt vervolgens naar voren bewogen om de buidel te openen waarna de reeds volledig ontwikkelde kikkertjes of in een aantal gevallen de larven tevoorschijn komen. De extra lange vierde tenen worden bij alle kikkers gebruikt als een soort haak om de oude huid af te stropen na een verveling.
De soorten waarbij de geheel ontwikkelde kleine kikkertjes uit de buidel tevoorschijn komen produceren minder nakomelingen maar de juveniele kikkers zijn direct zelfstandig. Ze zijn al direct in staat om grote sprongen te maken, wat beschreven is door de Amerikaanse schrijver en natuuronderzoeker William Beebe. Beebe nam een sprong waar van een zojuist ter wereld gekomen buidelkikker en rekende dit om naar menselijke standaarden. Een pasgeboren mensenbaby zou een sprong moeten maken van zes meter hoog en twaalf meter ver om de juveniele kikker te evenaren.

### Verschil met andere vormen van broedzorg

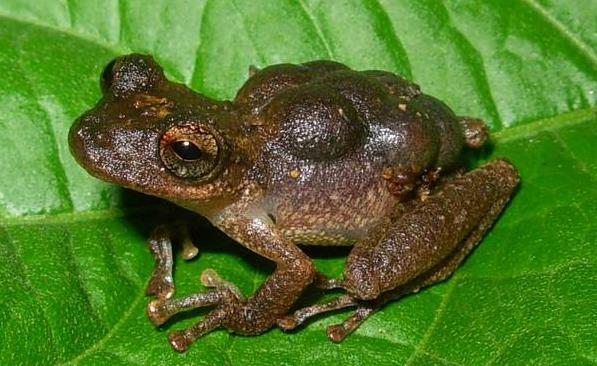
Flectonotus pygmaeus.

Buidelkikkers zijn niet de enige kikkers die een vergaande vorm van broedzorg kennen. Veel pijlgifkikkers uit het Amazonegebied dragen de larven op de rug naar het water en de soorten uit het Australische geslacht Rheobatrachus dragen de eieren in de maag tot de larven uitkomen. De broedzorg van de eveneens in Australië levende soort Assa darlingtoni lijkt meer op die van de buidelkikkers omdat de mannetjes de eieren in broedzakken op de heupen meedragen. Soorten uit het geslacht Flectonotus behoren eveneens tot de familie Hemiphractidae en kennen een met de buidelkikkers vergelijkbare vorm van broedzorg. De eieren worden in een huidflap op de rug geborgen.
Ten slotte kent de Pipa (Pipa pipa) een hoogontwikkelde vorm van broedzorg doordat de eitjes in gaten in de sponsachtige rughuid van het vrouwtje worden gedrukt. Net als veel buidelkikkers kent de Surinaamse pad geen vrij zwemmend larvestadium en komen er reeds volledige ontwikkelde kikkertjes ter wereld.

## Relatie met de mens
Buidelkikkers worden soms als exotisch huisdier gehouden in een terrarium. De kikkers worden beschouwd als makkelijk in leven te houden en ze zijn ook te kweken. De kikkers klimmen weinig en leven meer op de grond. Vooral de soort Gastrotheca riobambae wordt veel ingevoerd, deze soort komt echter niet meer algemeen voor in de regenwouden van Ecuador. Een andere soort die opduikt in de handel in exotische dieren is de soort Gastrotheca peruana, die in Duitsland is aangetroffen in de handel.
Buidelkikkers kunnen gevoerd worden met huiskrekels. De voortplantingstijd kan worden nagebootst door het terrarium wat droger te houden en minder vaak te nevelen. De larven ontwikkelen zich in de broedbuidel niet volledig tot kikkertjes. De vrouwtjes van deze soort zetten de larven af in het water, na een week of vijf tot zes moet er een afzetplaats worden aangeboden. De kikkervisjes moeten worden weggevangen en in aparte kweekbakken worden geplaatst. De soort Gastrotheca riobambae kan ook buiten worden gehouden als de dieren maar niet blootgesteld worden aan temperaturen rond het vriespunt.

### Bedreigingen
Buidelkikkers ondervinden op verschillende manieren een negatieve invloed van de mens. Sommige soorten worden hierdoor zelfs in hun voortbestaan bedreigd. De belangrijkste bedreigingen zijn het gevolg van de bosbouw, waardoor bomen worden gekapt. Ook illegale bosbouw en het illegaal kweken van gewassen zijn bedreigingen omdat de natuurlijke leefgebied wordt vernietigd of aangetast.
Gastrotheca plumbea is een van deze soorten, de buidelkikker wordt bedreigd door habitatverlies door het kappen van bomen om gebieden geschikt te maken voor agrarische doeleinden. Daarnaast wordt het leefgebied aangetast door branden die de habitat verwoesten. Vervuiling van het oppervlaktewater zoals door het illegaal sproeien van giffen op planten is eveneens een bedreiging.
Bij sommige soorten ontwikkelen de larven zich niet geheel in de buidel maar komen als larve in het water ter wereld. Dergelijke soorten hebben te lijden onder de introductie van roofvissen, zoals forellen.
Een andere bedreiging is de verspreiding van de schimmel Batrachochytrium dendrobatidis. Deze op de huid levende schimmel tast de keratinelaag van de huid aan waardoor de kikker uiteindelijk sterft. De schimmel verplaatst zich met behulp van de mens over de gehele wereld en tast grote aantallen kikkers aan. Bij de buidelkikkers is de schimmel aangetroffen bij de soort Gastrotheca nebulanastes uit Peru. De schimmel is ook gevonden bij de klompvoetkikker Atelopus patazensis en vormt mogelijk een bedreiging voor de soort Gastrotheca phelloderma die in een park in de buurt voorkomt.
Van een aantal soorten is bekend dat ze in door de mens aangepaste omgevingen kunnen leven, een voorbeeld is de soort Gastrotheca orophylax. Deze buidelkikker wordt in Ecuador ook gevonden in landbouwgronden die gebruikt worden voor de teelt van aardappelen. De populatiedichtheden zijn hier wel lager dan in de natuurlijke habitat.

### Beschermingsstatus

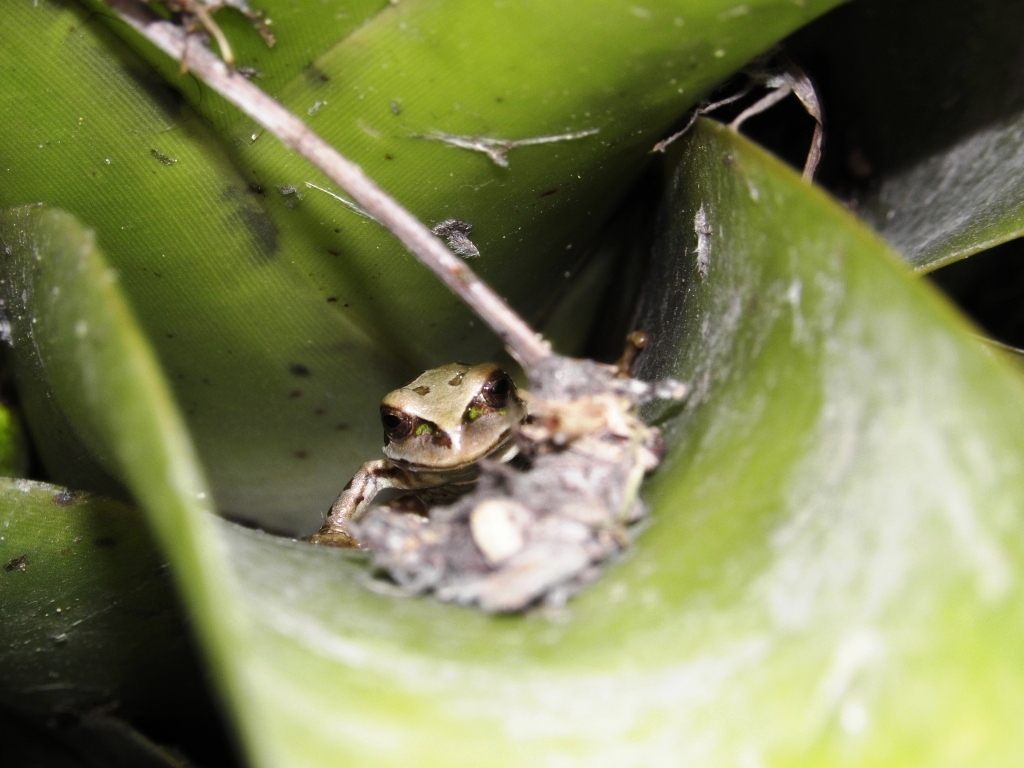
Buidelkikkers hebben een voorkeur voor bladdragende planten zoals bromelia's.

Naast de grootte van het verspreidingsgebied kunnen ook de dichtheden van de populaties per soort heel erg verschillen. Veel soorten worden door de natuurbeschermingsorganisatie IUCN in verschillende groepen ingedeeld als het gaat om hun beschermingsstatus.
Soorten die een hoge populatiedichtheid hebben en in een groot gebied voorkomen worden beschouwd als algemeen en soorten die weinig voorkomen en in een klein areaal voorkomen worden als bedreigd gezien. Binnen de bedreigde soorten wordt er een onderscheid gemaakt tussen matig bedreigd (kwetsbaar) en sterk bedreigd (zo goed als uitgestorven).
Niet alle soorten hebben een dergelijke indicatie; van negen soorten is de status nog niet geëvalueerd. Dergelijke soorten zijn sinds recentelijk bekend of zijn sinds hun ontdekking nog niet voldoende onderzocht waardoor een dergelijke risico-inventarisatie nog niet is uitgevoerd.
Van zeventien soorten is deze wel onderzocht maar zijn er te weinig gegevens om een inschatting te maken. Een dergelijke status wordt wel Data Deficient of afgekort DD genoemd. Veertien soorten staan bekend als niet bedreigd, ofwel Least Concern (LC). Een voorbeeld is Gastrotheca argenteovirens die binnen zijn natuurlijke verspreidingsgebied zeer algemeen voorkomt.
Negen soorten staan als kwetsbaar (Vulnerable of VU); dergelijke soorten komen niet algemeen meer voor of hun verspreidingsgebied is interessant voor bijvoorbeeld de kap van bomen wat de habitat zou vernietigen.
Veertien soorten buidelkikkers staan bij de IUCN te boek als bedreigde diersoort. Dergelijke soorten krijgen het label Endangered of EN, een voorbeeld is de soort Gastrotheca bufona.
Sommige buidelkikkers worden beschouwd als ernstig bedreigd (Critically Endangered of CR), een voorbeeld is de soort Gastrotheca lauzuricae. Deze soort heeft een areaal dat kleiner is dan 100 vierkante kilometer en het verspreidingsgebied boet daarnaast in wat betreft zowel grootte als de kwaliteit ervan.

## Taxonomie en indeling

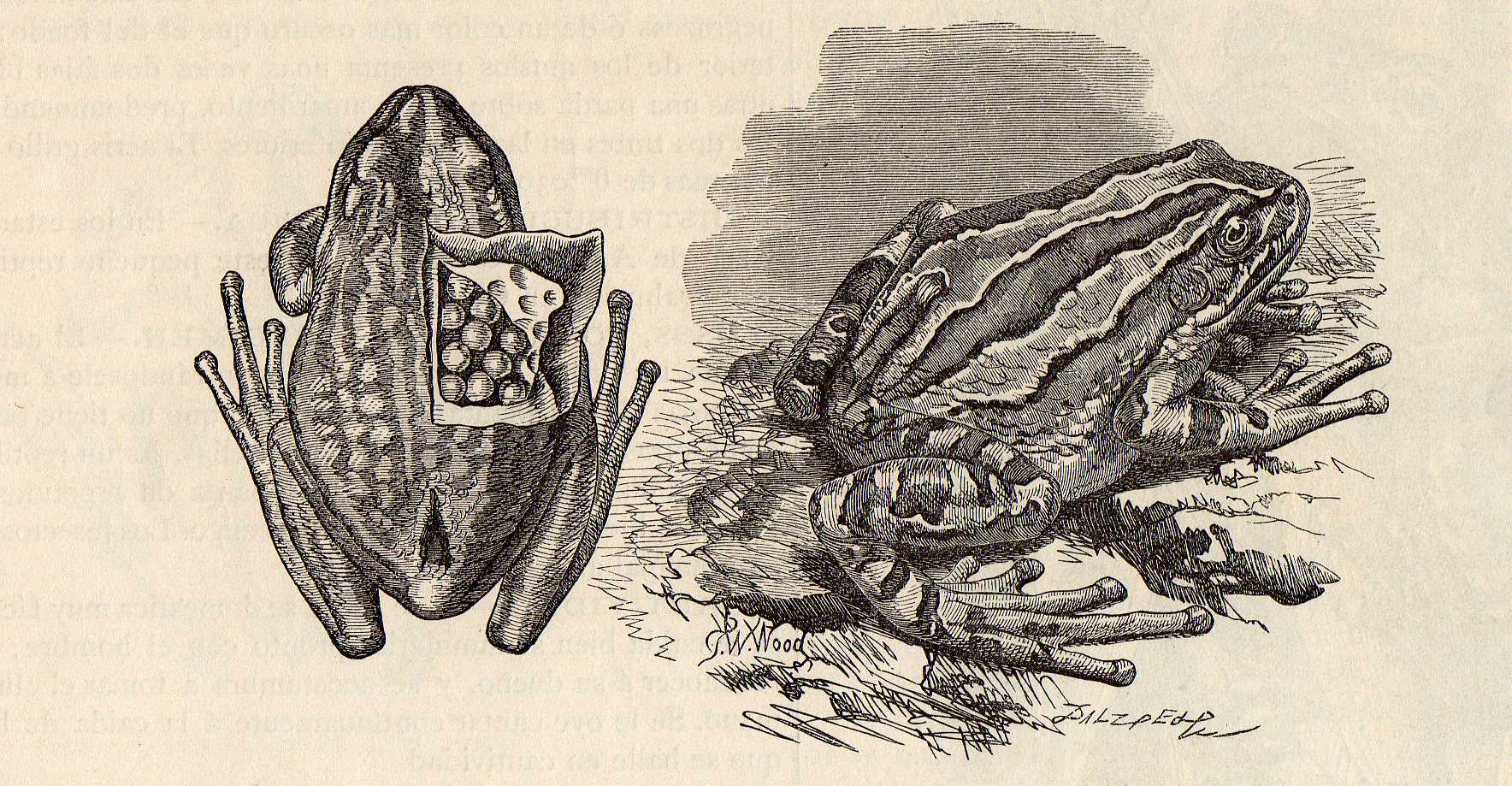
Tekening van de opengesneden broedbuidel uit 1874.

De indeling van de kikkers is op basis van voortschrijdende inzichten al sinds lange tijd aan verandering onderhevig. De buidelkikkers zijn hiervan een goed voorbeeld. Buidelkikkers werden in eerste instantie aan de familie boomkikkers (Hylidae) toegekend. Later werden ze tot de familie Amphignathodontidae gerekend, deze familie wordt echter niet meer beschouwd als courant. Later werden de buidelkikkers onder de familie Fluitkikkers (Leptodactylidae) geschaard. Tegenwoordig wordt de groep als lid van de familie Hemiphractidae beschouwd. Om deze reden worden de buidelkikkers in de literatuur onder verschillende families geclassificeerd.
De familie Hemiphractidae is een groep van kikkers die te onderscheiden is van andere groepen aan de vaak verregaande vorm van broedzorg, zie ook onder het kopje broedzorg. Bij veel soorten worden de eieren op de rug gedragen, enigszins vergelijkbaar met de Nederlandse vroedmeesterpad.
Het geslacht Gastrotheca is door diverse biologen bestudeerd en op basis van onderzoek opgesplitst in verschillende ondergeslachten. Door de jaren heen is het aantal ondergeslachten hierdoor steeds veranderd. In 1985 werd het geslacht door Darrel Frost in vijf ondergeslachten verdeeld en in 1988 werd door de biologen Duellman, Maxson en Jeisolowski een andere indeling voorgesteld die uit vier groepen bestond. In 1986 publiceerde Dubois een indeling met drie ondergeslachten.
Ook op soortniveau is er veel veranderd in de loop der decennia. De tandboomkikker (Gastrotheca guentheri) is lange tijd -sinds zijn ontdekking in 1882- in het geslacht Amphignathodon geplaatst. De reden was dat dit de enige bekende kikker bleek die in het bezit was van tanden in de bovenkaak. In 1988 is deze soort in het geslacht van de buidelkikkers gebracht vanwege de gelijkende kenmerken met de andere soorten.
Een exemplaar van de soort Gastrotheca dysprosita heeft jarenlang in een pot in de la van de bioloog William Edward Duellman gelegen voordat deze het dier onderzocht en vergeleek met andere geconserveerde kikkers. Uit zijn onderzoek bleek dat er al eerder een exemplaar was verzameld en beschreven door Fred Gilbert Thompson in 1972. Dit museumexemplaar was eveneens in het archief blijven liggen omdat de kikker niet onder een van de bekende soorten kon worden geplaatst.

## Soorten
Er worden 68 verschillende buidelkikkers erkend, waarvan sommige soorten pas recentelijk wetenschappelijk zijn beschreven. In de literatuur wordt daarom vaak een lager soortenaantal vermeld. Een voorbeeld van een dergelijke soort is Gastrotheca aguaruna, die in 2014 werd erkend als nieuwe soort. Veel buidelkikkers zijn beschreven door de Amerikaanse herpetoloog William Edward Duellman (1930). Van 1972 tot 2014 beschreef hij maar liefst vierendertig soorten, de helft van alle buidelkikkers. Duellman werkte vaak samen met andere herpetologen en vier soorten beschreef hij met zijn vrouw, de herpetologe Linda Trueb (1942). Beiden zijn gespecialiseerd in amfibieën.
| Lijst van alle soorten buidelkikkers, met de wetenschappelijke naam en het verspreidingsgebied en de beschermingsstatus. | Lijst van alle soorten buidelkikkers, met de wetenschappelijke naam en het verspreidingsgebied en de beschermingsstatus. | Lijst van alle soorten buidelkikkers, met de wetenschappelijke naam en het verspreidingsgebied en de beschermingsstatus. | Lijst van alle soorten buidelkikkers, met de wetenschappelijke naam en het verspreidingsgebied en de beschermingsstatus. |
| --- | --- | --- | --- |
| Naam | Auteur | Verspreidingsgebied | Beschermingsstatus |
| Gastrotheca abdita | Duellman, 1987 | Peru | |
| Gastrotheca aguaruna | Duellman, Barley & Venegas, 2014                                                                                         | Peru | |
| Gastrotheca albolineata                                                                                                  | Lutz & Lutz, 1939 | Brazilië | |
| Gastrotheca andaquiensis                                                                                                 | Ruíz-Carranza & Hernández-Camacho, 1976                                                                                  | Colombia en Ecuador | |
| Gastrotheca angustifrons                                                                                                 | Boulenger, 1898 | Colombia en Ecuador | |
| Gastrotheca antomia | Ruíz-Carranza, Ardila-Robayo, Lynch & Restrepo, 1997                                                                     | Colombia | |
| Gastrotheca antoniiochoai                                                                                                | De la Riva & Chaparro, 2005                                                                                              | Peru | |
| Gastrotheca aratia | Duellman, Barley & Venegas, 2014                                                                                         | Peru | |
| Gastrotheca argenteovirens                                                                                               | Boettger, 1892 | Colombia | |
| Gastrotheca atympana | Duellman, Lehr, Rodríguez & von May, 2004                                                                                | Peru | |
| Gastrotheca aureomaculata                                                                                                | Cochran & Goin, 1970 | Colombia | |
| Gastrotheca bufona | Cochran & Goin, 1970 | Colombia | |
| Gastrotheca carinaceps                                                                                                   | Duellman, Trueb & Lehr, 2006                                                                                             | Peru | |
| Gastrotheca christiani                                                                                                   | Laurent, 1967 | Argentinië | |
| Gastrotheca chrysosticta                                                                                                 | Laurent, 1976 | Argentinië en Bolivia | |
| Gastrotheca cornuta – Gehoornde buidelkikker                                                                             | Boulenger, 1898 | Colombia, Costa Rica, Ecuador en Panama                                                                                  | |
| Gastrotheca dendronastes                                                                                                 | Duellman, 1983 | Colombia en Ecuador | |
| Gastrotheca dunni | Boettger, 1892 | Colombia | |
| Gastrotheca dysprosita                                                                                                   | Duellman, 2013 | Peru | |
| Gastrotheca ernestoi | Miranda-Ribeiro, 1920 | Brazilië | |
| Gastrotheca espeletia | Duellman & Hillis, 1987                                                                                                  | Colombia en Ecuador | |
| Gastrotheca excubitor | Duellman & Fritts, 1972                                                                                                  | Peru | |
| Gastrotheca fissipes | Boulenger, 1888 | Brazilië | |
| Gastrotheca flamma | Juncá & Nunes, 2008 | Brazilië | |
| Gastrotheca flavodactyla                                                                                                 | Echevarría, Paluh, García Ayachi, Venegas, Catenazzi, Pradel & Castroviejo-Fisher, 2022                                  | Peru | |
| Gastrotheca fulvorufa | Andersson, 1911 | Brazilië | |
| Gastrotheca galeata | Trueb & Duellman, 1978                                                                                                   | Peru | |
| Gastrotheca gracilis | Laurent, 1969 | Argentinië | |
| Gastrotheca griswoldi | Shreve, 1941 | Peru | |
| Gastrotheca guentheri – Tandboomkikker                                                                                   | Boulenger, 1882 | Colombia en Ecuador | |
| Gastrotheca helenae | Dunn, 1944 | Colombia en Venezuela | |
| Gastrotheca lateonota | Duellman & Trueb, 1988                                                                                                   | Ecuador en Peru | |
| Gastrotheca lauzuricae                                                                                                   | De la Riva, 1992 | Bolivia | |
| Gastrotheca litonedis | Duellman & Hillis, 1987                                                                                                  | Ecuador | |
| Gastrotheca lojana | Parker, 1932 | Ecuador | |
| Gastrotheca longipes | Boulenger, 1882 | Ecuador en Peru | |
| Gastrotheca marsupiata – Buidelkikker                                                                                    | Duméril & Bibron, 1841                                                                                                   | Peru en Bolivia | |
| Gastrotheca megacephala                                                                                                  | Izecksohn, Carvalho-e-Silva & Peixoto, 2009                                                                              | Brazilië | |
| Gastrotheca microdiscus                                                                                                  | Andersson, 1910 | Brazilië | |
| Gastrotheca monticola – Bergbuidelkikker                                                                                 | Barbour & Noble, 1920 | Peru | |
| Gastrotheca nebulanastes                                                                                                 | Duellman, Catenazzi & Blackburn, 2011                                                                                    | Peru | |
| Gastrotheca nicefori | Gaige, 1933 | Colombia, Venezuela en Panama                                                                                            | |
| Gastrotheca ochoai | Duellman & Fritts, 1972                                                                                                  | Peru | |
| Gastrotheca orophylax | Duellman & Pyles, 1980                                                                                                   | Ecuador en Colombia | |
| Gastrotheca ossilaginis                                                                                                  | Duellman & Venegas, 2005                                                                                                 | Peru | |
| Gastrotheca ovifera | Lichtenstein & Weinland, 1854                                                                                            | Venezuela | |
| Gastrotheca pacchamama                                                                                                   | Duellman, 1987 | Peru | |
| Gastrotheca pachachacae                                                                                                  | Catenazzi & von May, 2011                                                                                                | Peru | |
| Gastrotheca peruana | Boulenger, 1900 | Peru | |
| Gastrotheca phalarosa | Duellman & Venegas, 2005                                                                                                 | Peru | |
| Gastrotheca phelloderma                                                                                                  | Lehr & Catenazzi, 2011                                                                                                   | Peru | |
| Gastrotheca piperata | Duellman & Köhler, 2005                                                                                                  | Bolivia | |
| Gastrotheca plumbea | Boulenger, 1882 | Ecuador | |
| Gastrotheca prasina | Teixeira, Dal Vechio, Recoder, Carnaval, Strangas, Damasceno, de Sena & Rodrigues, 2012                                  | Brazilië | |
| Gastrotheca pseustes | Duellman & Hillis, 1987                                                                                                  | Ecuador | |
| Gastrotheca psychrophila                                                                                                 | Duellman, 1974 | Ecuador | |
| Gastrotheca pulchra | Caramaschi & Rodrigues, 2007                                                                                             | Brazilië | |
| Gastrotheca rebeccae | Duellman & Trueb, 1988                                                                                                   | Peru | |
| Gastrotheca recava | Teixeira, Dal Vechio, Recoder, Carnaval, Strangas, Damasceno, de Sena & Rodrigues, 2012                                  | Brazilië | |
| Gastrotheca riobambae | Fowler, 1913 | Ecuador | |
| Gastrotheca ruizi | Duellman & Burrowes, 1986                                                                                                | Colombia | |
| Gastrotheca splendens | Schmidt, 1857 | Bolivia | |
| Gastrotheca stictopleura                                                                                                 | Duellman, Lehr & Aguilar, 2001                                                                                           | Peru | |
| Gastrotheca testudinea                                                                                                   | Jiménez de la Espada, 1870                                                                                               | Bolivia, Ecuador en Peru, mogelijk in Colombia                                                                           | |
| Gastrotheca trachyceps                                                                                                   | Duellman, 1987 | Colombia | |
| Gastrotheca walkeri | Duellman, 1980 | Venezuela | |
| Gastrotheca weinlandii                                                                                                   | Steindachner, 1892 | Colombia, Ecuador en Peru                                                                                                | |
| Gastrotheca williamsoni                                                                                                  | Gaige, 1922 | Venezuela | |
| Gastrotheca zeugocystis                                                                                                  | Duellman, Lehr, Rodríguez & von May, 2004                                                                                | Peru | |